# Домангард
Домангард (Донард; др.‑ирл. Domangard, Donard; умер около 500 года) — святой отшельник. День памяти — 24 марта.

## Биография
Святой Домангард был сыном короля Ульстера Эохайда мак Муйредайга Муйндейрга. Хотя его отец и был проклят Патриком за приверженность языческим обычаям, ещё беременная мать Домангарда приняла крещение от «апостола Ирландии» и получила от него благословение для своего сына. Позднее Домангард жил отшельником в горах, названных впоследствии в честь него Слив-Донард (Slieve Donard). Его почитают как покровителя Махеры (Maghera), графство Даун.